# Активний фільтр
Акти́вний фі́льтр — один з видів аналогових електронних фільтрів, в якому присутній один або декілька активних компонентів, наприклад транзистор або операційний підсилювач.
У активних фільтрах використовується принцип відділення елементів фільтру від решти електронних компонентів схеми. Часто буває необхідно, щоб вони не впливали на роботу фільтру.
Існує декілька різних типів активних фільтрів, деякі з яких також мають і пасивну форму:
- Фільтр високих частот — не пропускає частоти нижче за частоту зрізу.
- Фільтр низьких частот —не пропускає частоти вище за частоту зрізу.
- Смуговий фільтр — не пропускає частоти вище і нижче за деяку смугу.
- Режекторний фільтр — не пропускає певну обмежену смугу частот.